# Piccolo catechismo di Lutero
Il Piccolo catechismo di Lutero venne pubblicato da Martin Lutero nel 1529 per l'educazione dei bambini. 
Gli argomenti trattati sono i dieci comandamenti, il credo degli apostoli, la preghiera del Signore, il santo battesimo, l'ufficio delle Chiavi cioè la confessione e il sacramento dell'Altare. Il Catechismo fa parte, assieme ad altri testi, del Liber Concordiae, cioè dei testi autorevoli del luteranesimo. Il Piccolo catechismo è tuttora largamente usato nelle chiese luterane come testo per l'educazione religiosa dei giovani e in preparazione della confermazione.

## Edizioni
In italiano
- Il Piccolo Catechismo - Il Grande Catechismo (1529), a cura di Fulvio Ferrario, Claudiana, Torino 1998.
- Il Piccolo Catechismo, Claudiana, Torino 2004.
- Della vita Christiana. Traduzione anonima del XVI secolo dello scritto Von der Freiheit eines Christenmenschen (La libertà del cristiano). Stampa s.n.t. Una copia si trova alla Guicciardiniana di Firenze.
- Catechismo piocciolo [sic!] di Martin Luthero, traduzione anonima, stampata a Tubinga nel 1562 e ristampata nel 1588 senza indicazione del luogo. Le biblioteche di Dresda, Königsberg e Wolfenbüttel conservano ciascuna una copia della 1ª ed.; della ristampa possiede una copia la Biblioteca Nazionale di Firenze. Di quest'ultima fece una nuova edizione EUGEN LESSING, Tipografia B. Coppini, Firenze 1942, in vendita presso la Casa Editrice Sansoni, Firenze.
- Il piccolo catechismo del Dr. Martino Lutero, nuovamente tradotto da Carlo Roenneke, Roma 1883, Enrico Medicus Editore, Trieste 1900.
- Il piccolo catechismo del Dottor Martin Lutero. Coll'aggiunta di un manuale d'istruzione religiosa. Per uso delle chiese Evangeliche Luterane Italiane del Sinodo di Missouri, a cura di Andrea BONGARZONE, Saint Louis, Missouri: Concordia Publishing House, 1937.